# Lill-Långtjärnen (Burträsks socken, Västerbotten)
Lill-Långtjärnen är en sjö i Skellefteå kommun i Västerbotten och ingår i Rickleåns huvudavrinningsområde.